# Phragmipedium brasiliense
Phragmipedium brasiliense é uma espécie de orquídea terrestre, família Orchidaceae, que supostamente habita o Brasil. Trata-se de planta cuja origem é ignorada, descrita a partir de um exemplar existente em cultivo, por mais de cem anos, em um orquidário comercial fora do Brasil.